# Paleoneurologie

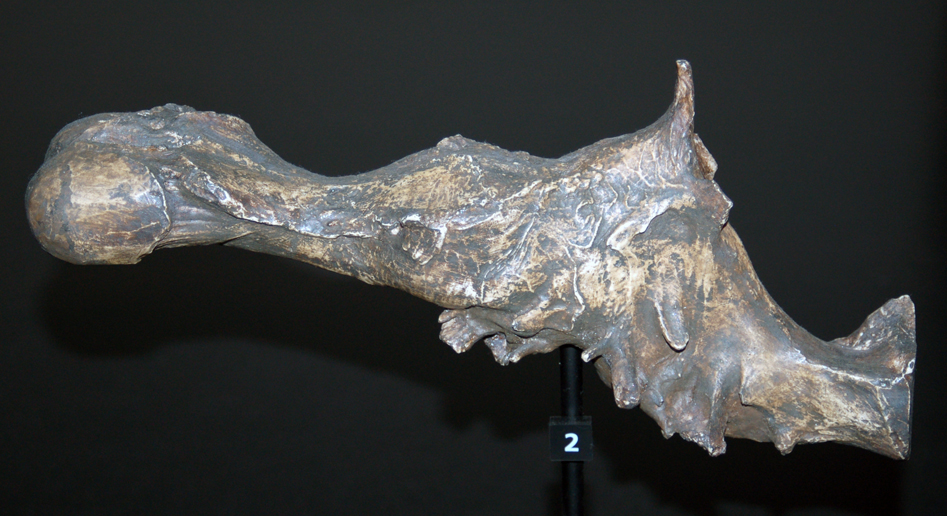
Natuurlijk, versteend afgietsel van de schedelholte van een Tyrannosaurus rex.

De paleoneurologie is het vakgebied binnen de paleontologie dat fossiele afgietsels van de hersenen bestudeert.
Zulke afgietsels ontstaan soms wanneer de schedel oorspronkelijk in bewegend water lag. Sediment kan dan de plaats van de hersenen innemen en vervolgens verstenen. Soms blijven details van het hersenoppervlak, zoals de gyri, bewaard. Daardoor kan het oppervlak van de hersenen door onderzoekers goed vastgesteld worden. De karakterisering van dit oppervlak kan een bijdrage leveren aan het onderzoek naar de evolutie van de hersenen, en kan verwantschappen tussen fossiele diersoorten aantonen.
De Duits-Amerikaanse paleontologe Tilly Edinger wordt gezien als grondlegger van het vakgebied.